# Literatura orientală
Literatura orientală cuprinde o serie de mari opere sacre și laice,adevărat izvor de inspirație pentru scriitorii de mai târziu.

## Literatura sumero-babiloniană
- Epopeea lui Ghilgameș

## Literatura egipteană
- Cartea moților
- Textele sarcofagelor
- Imnul Nilului
- Imnul lui Eknaton
- Cântecul harpistului

## Literatura ebraică
- Biblia
- Cântecul izvorului
- Cântarea Deborei
- Psalmii
- Cântarea cântărilor

## Literatura indiană
- Codul lui Manu
- Rig-Veda
- Mahabharata
- Ramayana
- Kalidasa

## Literatura chineză
- Li Tai-Pe
- Du Fu
- Tanka
- Haiku

## Literatura persană
- Firdousi
- Omar Khayyam
- Saadi
- Hafiz

## Literatura arabă
- O mie și una de nopți